# Hind Jamili
Hind Jamili (sinh ngày 11 tháng 12 năm 1998)  là một tay chèo thuyền người Maroc đã thi đấu từ năm 2013.
Cô đã hoàn thành ở vị trí thứ 21 trong nội dung K1 tại Thế vận hội mùa hè 2016 ở Rio de Janeiro.